# Francisco Candioti
Francisco Antonio Candioti (Santa Fe, 23 de agosto de 1743 - Santa Fe, 27 de agosto de 1815) fue un hacendado y político argentino, primer gobernador de la provincia de Santa Fe.

## Familia
Francisco Candioti era hijo de Antonio Candioti y Mujica y de María Andrea de Zevallos; fue bautizado en la Catedral de Santa Fe el 11 de enero de 1744. Según los santafesinos, muchos de los capataces de sus estancias eran sus hijos naturales. Contrajo matrimonio con Juana de Larramendi y Manso, descendiente de Juan de Garay y de Jerónimo Luis de Cabrera, siendo las herederas de todos sus bienes sus dos hijas legítimas: Dolores (1802), esposa de Antonio Ignacio Crespo Zabala, y Petrona (1809-1889), casada con Urbano de Iriondo Narbarte.

## El hombre más rico del Río de la Plata
Miembro de la poderosa y tradicional familia Vera Mujica, se dedicó desde joven al comercio fluvial hasta el Paraguay. Por corto tiempo fue comandante de fronteras de la "ciudad de Coquimbo" (La Serena), en Chile, pero pronto regresó a Santa Fe. Allí se dedicó al comercio de mulas entre su provincia y la de Salta, usando la ruta que pasa directamente de Santa Fe a Santiago del Estero, sin pasar por Córdoba. Este cambio le significó grandes ganancias, que invirtió en la compra de estancias en la Entre Ríos. Llegó a poseer 300 leguas cuadradas, unas 750 mil hectáreas, donde pastaban 250 mil vacunos y 300 mil caballos y mulas. También tenía tierras y derechos en el Perú y en la ciudad chilena de La Serena, por lo que era el hombre más rico del Río de la Plata.

Es sumamente gráfica la descripción que de él hace Parish Robertson en sus "Cartas desde Sudamérica" y que inmortaliza el apodo de "Príncipe de los gauchos" con el que se lo recuerda:
“Un día, después de siesta, medio transformado en santafecino, estaba yo sentado, sin chaqueta y chaleco, con el grupo de familia de Luis Aldao en el zaguán, cuando llegó al tranco de su caballo el caballero anciano más apuesto y lujosamente equipado que habíase presentado a mi vista. Ah! dijo Aldao, viene mi tío Candioti.
A menudo lo había oído nombrar ¿a quién que haya estado en aquel país no le ha sucedido lo mismo? Era el verdadero príncipe de los gauchos, señor de 300 leguas cuadradas de tierra, propietario de 250.000 cabezas de ganado, dueño de 300.000 caballos y mulas; y de más de 500.000 pesos atesorados en sus cofres, en onzas de oro importadas del Perú.
Llegaba a la sazón de una de esas excursiones a aquel país; se sentaba sobre el lomo de un bayo lustroso y potente; decididamente el animal más lindo que yo había visto en el país. Nada más espléndido como caballo y jinete tomados en conjunto, y en relación al estilo gauchesco de montura en boga, se podría encontrar en Sud América.”
Tenía un trato muy amistoso con los indios del Chaco, a quienes pagaba peajes por el paso por sus tierras y, en caso de necesidad, dirigía la defensa de Santa Fe con conocimiento de las divisiones entre las tribus. Vivía a caballo y no se bajaba más que para comer y dormir; incluso escribía cartas montado en su caballo. Recibió en vida el nombre de Príncipe de los Gauchos, mote muy prestigioso en su provincia y despectivo en boca de los porteños.
Ayudó a fundar la villa de la Bajada del Paraná, la actual ciudad de Paraná, pero por presión suya, ésta siguió dependiendo de Santa Fe. Fue juez del consulado de comercio de Santa Fe, cargo que renunció en 1801.

## La Revolución de Mayo
En 1810 Francisco Candioti prestó su apoyo a la triunfante Revolución de Mayo de Buenos Aires, y el cabildo santafesino pidió que fuera designado teniente gobernador de Santa Fe, pero fue nombrado un español de apellido Ruiz. Por iniciativa suya, Juan Francisco Tarragona fue diputado a la Junta Grande.
Colaboró con Manuel Belgrano en su expedición al Paraguay y prestó grandes cantidades de dinero a los gobiernos de la Revolución, que sólo recuperó en parte. 
Al llegar, Belgrano a la ciudad de Santa Fe, el 1 de agosto de 1810, fue agasajado por el pueblo y por los propietarios de las estancias del norte, entre estos se encontraba Candioti. El 8 de agosto, el prócer escribía a la Primera Junta: “…muchos vecinos, y aún religiosos se me han venido a ofrecer para auxiliar la expedición a la otra Banda. He admitido a don Francisco Antonio Candioti, que me acompaña hasta sus estancias, o más, si me pareciese..."
Buena parte de la caballería de los ejércitos nacionales hasta 1814 montó en sus caballadas y mulas, incluidos los caballos del Regimiento de Granaderos a Caballo de José de San Martín.
La interrupción casi completa del tráfico mercantil con el Alto Perú depreció las mulas y trabó su venta. En una de las invasiones realistas a Salta, los militares españoles le requisaron todas sus mulas.
Progresivamente se inclinó hacia el federalismo del caudillo de la Banda Oriental José Gervasio Artigas cuando este se enfrentó a los triunviratos y al Directorio. Cuando los artiguistas derrotaron a las fuerzas directoriales en Entre Ríos, Candioti medió entre el Directorio y Artigas, firmando con este un tratado de paz en Belén.

## Primer gobernador de la provincia de Santa Fe
El 24 de marzo de 1815, el último teniente de gobernador de Santa Fe, Eustoquio Díaz Vélez —frente a la imposibilidad de enfrentar la invasión de un ejército artiguista al mando Manuel Artigas y de Eusebio Hereñú ayudado por una pequeña escuadra naval comandada por Luis Lanché y con el fin de no exponer al pueblo de Santa Fe a los desastres consiguiente de una guerra— decidió entregar el mando al cabildo, abandonar Santa Fe y retirarse con sus tropas hacia Buenos Aires. 
El 31 de marzo el cabildo santafesino nombró interinamente a una persona de crédito, celo y actividad como gobernador político y militar e intendente de Hacienda hasta la reunión de un Congreso General del Pueblo. El cargo recayó en Francisco Antonio Candioti. Santa Fe se iniciaba como una provincia autónoma.
El gobernador interino Candioti recibió a Artigas en Santa Fe, confirmando que esa provincia estaba aliada al caudillo federal y al gobierno de Buenos Aires, pero que se negaba a ser subordinada a este. El 26 de abril Candioti fue elegido como gobernador.
Durante su corto gobierno se dedicó a lograr la defensa contra las permanentes amenazas de los indígenas del Chaco organizando fortines, firmando tratados de paz y enviándoles frailes franciscanos.
A poco de asumir, Candioti enfermó de gravedad, justo cuando avanzaba sobre su provincia una expedición unitaria porteña que debía seguir a Entre Ríos y la Banda Oriental para atacar a Artigas. Pero el 3 de abril, la vanguardia de ese ejército se sublevó en Fontezuelas, en un movimiento que terminó en el derrocamiento del director supremo Carlos María de Alvear.
Ignacio Álvarez Thomas se hizo cargo del Directorio y proclamó la paz con los federales, pero a los pocos meses envió una nueva expedición a Santa Fe: un ejército de 3500 hombres, que se trasladó por el río Paraná, bajo el mando del general Juan José Viamonte. Teóricamente debía proteger a Santa Fe de Artigas (sin invitación), pero tenía orden secreta de arrestar a Candioti y sus aliados.
El gobernador Candioti, debido a su enfermedad, el 25 de junio fue suplantado interinamente por Pedro Tomás de Larrechea. 
Francisco Candioti murió en Santa Fe el 27 de agosto de 1815, cuatro meses después de haber asumido como gobernador y dos días después de la entrada de Viamonte en Santa Fe. Al día siguiente era elegido Juan Francisco Tarragona como gobernador, y en Santa Fe restablecía a la obediencia de Buenos Aires. Pero en marzo de 1816, una revolución separó a Santa Fe de Buenos Aires nuevamente. Esta vez, la autonomía fue definitiva.
La Comisión Nacional de Monumentos, de Lugares y de Bienes Históricos mediante decreto 2236/46 del 11 de julio de 1946 declaró bien protegido histórico el sepulcro de Francisco A. Candioti, sito en la iglesia de Santo Domingo en la ciudad de Santa Fe.